# Guerra do Saara Ocidental
Guerra do Saara Ocidental (em árabe: حرب الصحراء الغربية, em francês:  Guerre du Sahara, em castelhano:  Guerra del Sahara Occidental) foi uma luta armada entre o grupo rebelde saarauí Frente Polisário e as forças armadas do Marrocos e da Mauritânia pela descolonização e independência, sendo a fase mais significativa do conflito do Saara Ocidental. A guerra eclodiu após a retirada da Espanha do Saara Espanhol, em conformidade com os Acordos de Madrid (firmados sob a pressão da Marcha Verde), através do qual transferiu o controle administrativo do território para o Marrocos e a Mauritânia, mas não a soberania. No final de 1975, o governo marroquino organizou a Marcha Verde de cerca de 350.000 cidadãos marroquinos, escoltados por cerca de 20.000 soldados, que entraram no Saara Ocidental, tentando estabelecer uma presença marroquina.  Apesar de a princípio encontrar apenas uma pequena resistência pela Frente Polisário, o Marrocos depois entraria em um longo período de guerra de guerrilha com os nacionalistas saarauís. Durante o final dos anos 1970, a Frente Polisário, desejando estabelecer um Estado independente no território, lutaria sucessivamente tanto com a Mauritânia tanto com o Marrocos. Em 1979, a Mauritânia retirou-se do conflito depois de assinar um tratado de paz com a Frente Polisário. A guerra continuaria em baixa intensidade em toda a década de 1980, embora o Marrocos fizesse várias tentativas para assumir vantagem em 1989-1991. Foi finalmente alcançado um acordo de cessar-fogo entre a Frente Polisário e o Marrocos em setembro de 1991. Algumas fontes colocam o total de mortos entre 10.000 e 20.000 pessoas. 

## Antecedentes

### Saara Espanhol
Em 1884, a Espanha reivindicou um protetorado sobre a costa desde o Cabo Bojador até ao Cabo Branco. Posteriormente, os espanhóis ampliaram sua área de controle. Em 1958, a Espanha aderiu à distritos anteriormente separados de Saguia el-Hamra (ao norte) e Rio de Oro (no sul) para formar a Província de Saara espanhol.
Ataques e rebeliões por parte da população indígena saharauí manteve as forças espanholas de grande parte do território por um longo tempo. Ma al-Aynayn iniciou uma revolta contra os franceses na década de 1910, numa altura em que a França tinha expandido a sua influência e controle no Noroeste da África. As forças francesas finalmente os venceram quando ele tentou conquistar Marrakesh, e em retaliação destruiu a cidade santa de Smara, em 1913, mas seus filhos e seguidores destacaram-se em diversas rebeliões que se seguiram. Não até a segunda destruição de Smara, em 1934, por forças conjuntas espanholas e francesas, fez o território finalmente tornar-se moderado. Outra revolta em 1956 - 1958, por iniciativa dos marroquinos apoiados e controlados pelo Exército da Libertação, levou a violentos combates, mas, eventualmente, os espanhóis recuperaram o controle das forças - novamente com auxílio francês. No entanto, a instabilidade surgiu, e em 1967, o Tahrir Harakat surgiu para desafiar o domínio espanhol de forma pacífica. Após os acontecimentos da Intifada Zemla em 1970, quando a polícia espanhola destruiu a organização e "desapareceu" com seu fundador, Muhammad Bassiri, o nacionalismo saharauí novamente tomou um rumo militante.

### Criação da Frente Polisário
Em 1971, um grupo de jovens estudantes saharauís das universidades do Marrocos começaram a organizar o que veio a ser conhecido como o Movimento embrionários para a Libertação de Saguia el-Hamra e Rio de Oro. Depois de tentar, em vão, obter o apoio de vários governos árabes, incluindo a Argélia e Marrocos, mas só teve o fraco do apoio da Líbia e Mauritânia, o movimento se mudou para o controle espanhol, o Saara Ocidental para iniciar uma rebelião armada.

## Cronologia

### Os primórdios
A Frente Polisário foi formalmente constituída em 10 de maio de 1973 com a intenção expressa de forçar um fim à colonização espanhola. Seu primeiro secretário-geral foi Ouali Mustapha El-Sayed. Em 20 de maio, levou a invasão de Khanga, a primeira ação armada da Frente Polisário, em que uma resposta espanhola por uma equipa de Tropas Nomadas (ssaharauís de pessoal das forças auxiliares), que invadiu e apreendeu fuzis. A Frente Polisário, depois, gradualmente ganhou o controle sobre grandes áreas de paisagem do deserto, e seu poder cresceu desde o início de 1975, quando as Tropas Nomadas começaram a desertar para Frente Polisário, trazendo armas e treinamento com eles. A visita da missão da ONU liderada por Simeon Ake que foi realizada em junho de 1975 concluiu com o apoio à independência saharauís (em oposição ao domínio espanhol ou integração com um país vizinho) elevou-se a um consenso "esmagador" e que a Frente Polisário era de longe a mais poderosa força política no país.

### Retirada da Espanha
Em 1974, a Espanha anunciou planos para conceder maior autonomia para o Saara e de realizar um referendo na primavera de 1975. O Marrocos se opôs ao projeto espanhol, enquanto a ONU obrigou a Espanha a suspender o referendo e ir para o Tribunal Internacional de Justiça na Haia. Em setembro de 1975, emitiu o parecer, no entanto, não esclareceu o que deve ser feito (condenando as pretensões da Mauritânia e do Marrocos no Saara Ocidental, mas também reconhece o direito à autodeterminação da área). A situação deteriorou-se até que o rei Hassan II de Marrocos organizou a chamada "Marcha Verde" (16 de Outubro de 1975), a Espanha entra em negociações que conduziram à assinatura dos Acordos de Madrid, entre Espanha, Marrocos e Mauritânia. Enquanto isso, o governo espanhol organiza uma operação para evacuar o território espanhol. Em 6 de novembro de 1975, cerca de 300.000 marroquinos desarmados concentrados na cidade marroquina de Tarfaya, perto da fronteira, são transferidos ao Saara Ocidental. Pouco antes (31 de outubro), as tropas marroquinas haviam atravessado a fronteira noroeste do Saara Ocidental e enfrentaram as tropas Polisário.
Após a retirada da Espanha, e em aplicação dos Acordos de Madrid, em 1976, o Marrocos assumiu a Saguia El Hamra e a metade norte do Rio de Oro, enquanto a Mauritânia assumiu o controle da metade sul do Rio de Oro. A Frente Polisário proclamou a República Árabe Saarauí Democrática em 27 de fevereiro de 1976, e travou uma guerra de guerrilhas contra o Marrocos e a Mauritânia. O Tribunal Internacional na Haia emitiu seu veredicto sobre a antiga colônia espanhola poucas semanas antes, que cada partido interpretava como uma confirmação de seus direitos sobre o território disputado.
Enquanto isso, no outono de 1975, dezenas de milhares de saharauís saíram das cidades controladas pelo Marrocos no deserto, construindo campos de refugiados improvisados em Amgala, Tifariti, Umm Dreiga. No início de 1976, a Força Aérea Marroquina começou a bombardear os campos na parte norte do território. Com a queda de fevereiro de 1976, ataques do Marrocos a campos de refugiados de Umm Dreiga com napalm e fósforo branco causaram cerca de 2.000 mortes.
A Frente Polisário manteve a guerra de guerrilha e reinstalou-se em Tindouf, na região oeste da Argélia. Para os próximos dois anos, o movimento cresceu enormemente como refugiados saharauís afluíram para os campos e a Argélia e Líbia forneceram armas e financiamento. Poucos meses depois, seu exército tinha se expandido a vários milhares de combatentes armados, os camelos foram substituídos por jipes modernos, e mosquetes do século XIX foram substituídos por rifles de assalto. O Exército foi reorganizado capaz de infligir danos severos através de estilo de guerrilha e fugiram de ataques contra forças inimigas no Saara Ocidental e em Marrocos e na Mauritânia.

### Recuo da Mauritânia
O regime fraco de Ould Daddah da Mauritânia, cujo exército numerava em 3.000 homens, provou ser incapaz de rechaçar as incursões da guerrilha. Depois de repetidos ataques a principal fonte de rendimento do país, as minas de ferro de Zouerate, o governo foi quase paralisado pela falta de fundos e a desordem que se seguiu internamente, tumultos étnicos nas forças armadas da Mauritânia também contribuíram fortemente para a ineficácia das forças armadas.
O regime Daddah finalmente caiu em 1978 por um golpe de Estado liderado pelos militares cansados de guerra, que imediatamente concordaram em um cessar-fogo com o Polisário. Um tratado global de paz foi assinado em 5 de agosto de 1979, no qual o novo governo reconheceu os direitos saraui à Saara Ocidental e renunciou a suas próprias pretensões territoriais. A Mauritânia retirou todas as suas forças e, mais tarde, continuou a reconhecer formalmente a República Democrática Árabe, causando uma enorme ruptura nas relações com Marrocos. O rei Hassan II de Marrocos imediatamente reivindicou a área do Saara Ocidental evacuada pela Mauritânia (Al-Tiris Gharbiya, que correspondem aproximadamente à metade sul do Rio de Oro), que foi anexado pelo Marrocos, unilateralmente, em agosto de 1979. 

### O muro marroquino e os impasses da guerra
A partir de meados da década de 1980, o Marrocos conseguiu amplamente manter tropas do Polisário por construir um imenso muro de concreto armado, por trás do qual os soldados marroquinos vivem entrincheirados, protegendo a extração do minério (o Muro de Marrocos), composto por um exército de aproximadamente do mesmo tamanho que a população saraui toda. Este impasse da guerra, com nenhum lado capaz de obter ganhos decisivos, a guerra, vista do lado da Frente Polisário, resume-se a uma série de ataques esporádicos à zona dos fosfatos tentando interromper o seu escoamento, e em Marrocos era economicamente e politicamente tenso pela guerra. Marrocos enfrentou fardos pesados, devido aos custos econômicos da sua maciça de tropas ao longo do muro. Para alguns, tanto a ajuda militar e econômica em extensão enviadas pela Arábia Saudita, França e pelos EUA  aliviou a situação do Marrocos, mas as questões gradualmente tornaram-se insustentáveis para todas as partes envolvidas.

### Cessar-fogo e consequências
Um cessar-fogo entre a Frente Polisário e o Marrocos, acompanhada pela MINURSO (ONU) teve efeito em 6 de setembro de 1991, com a promessa de um referendo sobre a independência no ano seguinte. O referendo, no entanto, parou por desacordos sobre os direitos do eleitor, e várias tentativas de reiniciar o processo falharam. Um prolongado cessar-fogo foi realizado sem grandes perturbações, mas o Polisário tem repetidamente ameaçado retomar a luta.